# Limburgse Handbal Dagen 2002
De Limburgse Handbal Dagen 2002 is de vijftiende editie van het Limburgse mannen handbaltoernooi. Het toernooi werd gespeeld in zowel Glanerbrook te Geleen als in de Stadssporthal te Sittard.
In een Scandinavisch getint deelnemersveld wist Wealer/V&L als enige Nederlandse ploeg ver te komen. Deze editie was wederom de drukst bezochte jaar in de historie van het toernooi (6850 bezoekers). Tevens werd er op de zaterdag om 17 uur een vriendschappelijke wedstrijd tussen Nederland en België. Die wedstrijd eindigde in een gelijkspel: 21-21.

## Deelnemende teams
| Ploeg                     | Land        |
| ------------------------- | ----------- |
| Direkt Mail/BFC           | Nederland   |
| HK Drammen                | Noorwegen   |
| Lovcen Osiguranje Cetinje | Joegoslavië |
| Team Helsinge             | Denemarken  |
| Sittardia                 | Nederland   |
| Stjarnan                  | IJsland     |
| Tatabánya Carbonex KC     | Hongarije   |
| Wealer/V&L                | Nederland   |

## Poulewedstrijden

### Donderdag 28 december
| WEDSTRIJD                                   | UITSLAG | TIJD    | PLAATS  |
| ------------------------------------------- | ------- | ------- | ------- |
| Stjarnan - Wealer/V&L                       | 23 - 28 | 15.00 u | Geleen  |
| Tatabánya Carbonex KC - HK Drammen          | 30 - 30 | 17.00 u | Geleen  |
| Wealer/V&L - Lovcen Osiguranje Cetinje      | 20 - 21 | 17.00 u | Geleen  |
| HK Drammen - Team Helsinge                  | 30 - 34 | 21.00 u | Geleen  |
|                                             |         |         |         |
| WEDSTRIJD                                   | UITSLAG | TIJD    | PLAATS  |
| Direkt Mail/BFC - Lovcen Osiguranje Cetinje | 22 - 33 | 15.00 u | Sittard |
| Team Helsinge - Sittardia                   | 37 - 33 | 17.00 u | Sittard |
| Stjarnan - Direkt Mail/BFC                  | 28 - 40 | 17.00 u | Sittard |
| Sittardia - Tatabánya Carbonex KC           | 35 - 44 | 21.00 u | Sittard |

### Vrijdag 29 december
| WEDSTRIJD                             | UITSLAG | TIJD    | PLAATS  |
| ------------------------------------- | ------- | ------- | ------- |
| Direkt Mail/BFC - Wealer/V&L          | 24 - 28 | 13.00 u | Geleen  |
| Sittardia - HK Drammen                | 28 - 33 | 15.00 u | Geleen  |
| Stjarnan - Lovcen Osiguranje Cetinje  | 27 - 28 | 13.00 u | Sittard |
| Tatabánya Carbonex KC - Team Helsinge | 27 - 39 | 15.00 u | Sittard |

Poule A
| Pos | Club                  | Gs | Pnt | Dv  | Dt  |
| --- | --------------------- | -- | --- | --- | --- |
| 1   | Team Helsinge         | 3  | 6   | 110 | 90  |
| 2   | HK Drammen            | 3  | 3   | 93  | 92  |
| 3   | Tatabánya Carbonex KC | 3  | 3   | 101 | 104 |
| 4   | Sittardia             | 3  | 0   | 96  | 114 |

Poule B
| Pos | Club                      | Gs | Pnt | Dv | Dt |
| --- | ------------------------- | -- | --- | -- | -- |
| 1   | Lovcen Osiguranje Cetinje | 3  | 6   | 82 | 69 |
| 2   | Wealer/V&L                | 3  | 4   | 76 | 68 |
| 3   | Direkt Mail/BFC           | 3  | 2   | 86 | 89 |
| 4   | Stjarnan                  | 3  | 0   | 78 | 96 |

| Kleur | Kwalificatie voor |
| ----- | ----------------- |
|       | Kruisfinales      |

## Kruisfinales

### Vrijdag 29 december
| WEDSTRIJD                              | UITSLAG              | TIJD    | PLAATS |
| -------------------------------------- | -------------------- | ------- | ------ |
| Team Helsinge - Wealer/V&L             | 28 - 27              | 19.00 u | Geleen |
| Lovcen Osiguranje Cetinje - HK Drammen | 25 - 25 32 - 28 (NV) | 21.00 u | Geleen |

## Finales

### Zaterdag 30 december
| WEDSTRIJD                                 | UITSLAG          | TIJD             | PLAATS           |
| Om plaats 7 en 8                          | Om plaats 7 en 8 | Om plaats 7 en 8 | Om plaats 7 en 8 |
| ----------------------------------------- | ---------------- | ---------------- | ---------------- |
| Sittardia - Stjarnan                      | 31 - 29          | 12.00 u          | Geleen           |
| Om plaats 5 en 6                          |                  |                  |                  |
| Tatabánya Carbonex KC - Direkt Mail/BFC   | 38 - 25          | 14.00 u          | Geleen           |
| Kleine finale                             |                  |                  |                  |
| Wealer/V&L - HK Drammen                   | 25 - 24          | 16.00 u          | Geleen           |
| Finale                                    |                  |                  |                  |
| Team Helsinge - Lovcen Osiguranje Cetinje | 23 - 29          | 19.30 u          | Geleen           |

|                                      |
| Vlag van Joegoslavië                 |
| Lovcen Osiguranje Cetinje 1ste titel |

## Eindklassering
| 1. | Lovcen Osiguranje Cetinje |
| 2. | Team Helsinge             |
| 3. | Wealer/V&L                |
| 4. | HK Drammen                |
| 5. | Tatabánya Carbonex KC     |
| 6. | Direkt Mail/BFC           |
| 7. | Sittardia                 |
| 8. | Stjarnan                  |

1988 · 1989 · 1990 · 1991 · 1992 · 1993 · 1994 · 1995 · 1996 · 1997 · 1998 · 1999 · 2000 · 2001 · 2002 · 2003 · 2004 · 2005 · 2006 · 2007 · 2008 · 2009 · 2010 · 2011 · 2012 · 2013 · 2014 · 2015 · 2016 · 2017